# Discografia de Ikimono-gakari
A discografia da banda japonesa Ikimono-gakari consiste em nove álbuns de estúdio, nove de vídeo sendo dois de video clipes e sete de shows ao vivo, três álbuns indies, três coletâneas de grandes sucessos e um Box Set de Disco de vinil. Lançaram também trinta e três singles, onze Singles Digital e quarenta e seis vídeos musicais.
O disco mais vendido foi a coletânea Ikimonobakari - Member's Best Selection passando da marca de um milhão de cópias vendidas e recebendo no fim naquele ano o certificado pelas vendas.
O álbum de estúdio mais vendido foi Hajimari no Uta que com mais de 500 mil cópias vendidas, ficando em primeiro lugar como seu antecessor My Song Your Song e seus sucessores até Fun! Fun! Fanfare!.
Entre os singles "Arigatou" foi o mais vendido passando da marca das 200 mil cópias vendidas.
A banda faz sucesso no Japão por músicas românticas como "SAKURA" que foi tema de comercial com personagens da Disney, "YELL" foi tema de competição escolar de coros promovido pela televisão estatal NHK, "Arigatou" um dos grandes êxitos da banda foi tema de um dos conhecidos dramas, e "Kaze ga Fuiteiru" que foi escolhido pela NHK como tema dos Jogos Olímpicos de Verão de 2012 em Londres.
Fora do país a banda consegue reconhecimento principalmente pelos fãs de cultura e animações japonesas, como exemplo nos temas de anime como "Hanabi" música tema de encerramento de Bleach, "Blue Bird" e "Hotaru no Hikari" músicas temas de abertura de Naruto: Shippuden, "Egao" música tema do 17.º filme de Pokémon, "Netsujo no Spectrum" tema de abertura de Nanatsu no Taizai e "Baku" tema de abertura de Boruto: Naruto Next Generations.

## Álbuns

### Indies
| Ano  | Informação | Regravações |
| ---- | --- | --- |
| 2003 | Makoto ni Senetsu Nagara First Album o Koshirae Mashita... (誠に僭越ながらファーストアルバムを拵えました・・・) - Formato(s): CD | #01 "Hana wa Sakura Kimi Wa Utsukushi" - Oitavo single / álbum Life Album. #03 "Chikyuu" - Quinto álbum de estúdio 'NEWTRAL'. #04 "Cosmos" - Quarto álbum de estúdio Hajimari no Uta, #05 "Nostalgia" - Décimo-sétimo single / Primeira coletânea Ikimonobakari. #06 "Natsu.Koi" - Primeiro álbum de estúdio Sakura Saku Machi Monogatari e regravado para coletânea Ikimonobakari. |
| 2004 | Nanairo Konnyaku (七色こんにゃく) - Formato(s): CD                                                                               | #01 "Manatsu no Elegy" - Terceira Coletânea Chou Ikimonobakari. #02 "Karakuri" - Nono álbum Who?. #04 "Akai Kasa" - B-side do Vigésimo-segundo single "Itsu Datte Bokura Wa". #05 "Mudai Tookue" - Trigésimo-primeiro single "Love to Peace/Mudai Tookue". |
| 2005 | Jinsei Sugoroku Dabe. (人生すごろくだべ。) - Formato(s): CD + DVD                                                                | #01 "Koisuru Otome" - Terceiro single / álbum Sakura Saku Machi Monogatari. #02 "Chikoku Shichau Yo" e #04 "Tsuki to Atashi to Reizouko" Segundo álbum de estúdio Life Album. #03 "Kuchizuke" - Terceiro álbum de estúdio My Song Your Song. |

### Álbuns de estúdio
| Ano                                                                                            | Informações | Melhor posição Oricon | Certificações RIAJ                                     |
| ---------------------------------------------------------------------------------------------- | --- | --------------------- | ------------------------------------------------------ |
| 2007                                                                                           | Sakura Saku Machi Monogatari (桜咲く街物語) - Lançamento: 7 de março de 2007 - Gravadora: Epic Records Japan - Nº Catalogo: ESCL-2910 - Formato(s): CD | 4                     | - Ouro (Março/2007) - Platina (Julho/2008)             |
| 2008                                                                                           | Life Album (ライフアルバム) - Formato(s): CD | 2                     | - Ouro (Fevereiro/2008) - Platina (Abril/2008)         |
| 2008                                                                                           | My Song Your Song - Formato(s): CD | 1                     | - 2× Platina (Setembro/2009) - Platina (Dezembro/2008) |
| 2009                                                                                           | Hajimari no Uta (ハジマリノウタ) - Formato(s): CD + DVD(Edição Limitada)                                                                               | 1                     | - 2× Platina (Janeiro/2010) - Platina (Dezembro/2009)  |
| 2012                                                                                           | Newtral - Formato(s): CD | 1                     | - 2× Platina (Maio/2012) - Platina (Fevereiro/2012)    |
| 2013                                                                                           | I - Formato(s): CD + DVD(Edição Limitada) | 1                     | - Platina (Julho/2013)                                 |
| 2014                                                                                           | Fun! Fun! Fanfare! - Formato(s): CD + DVD(Edição Limitada)                                                                                             | 1                     | - Ouro (Dezembro/2014)                                 |
| 2019                                                                                           | We Do - Formato(s): CD | 2                     | - Ouro (Janeiro/2020)                                  |
| 2021                                                                                           | Who? - Formato(s): CD + DVD(Edição Limitada) | ——                    | ——                                                     |
| "——" Denota um título que não consta no rank ou não recebeu uma certificação nesse território. | |                       |                                                        |

### Álbuns de compilação
| Ano  | Informações | Melhor posição Oricon | Certificações RIAJ         |
| ---- | --- | --------------------- | -------------------------- |
| 2010 | Ikimonobakari - Member's Best Selection (いきものばかり～メンバーズBESTセレクション～) - Lançamento: 3 de novembro de 2010 - Gravadora: Epic Records Japan - Nº Catalogo: Limitada: ESCL-3525/26/27 Regular: ESCL-3528/29 - Formato(s): CD + DVD(Edição Limitada) | 1                     | - Diamante (Novembro/2010) |
| 2012 | Balladon (バラー丼) - Formato(s): CD | 1                     | - Platina (Dezembro/2012)  |
| 2016 | Chou Ikimonobakari Tennen Kinen Members Best Selection (超いきものばかり～てんねん記念メンバーズBESTセレクション～) - Formato(s): CD | 1                     | * Platina (Março/2016)     |

## Box Set
| Ano                                                                                | Informações                                                               | Melhor posição Oricon |
| ---------------------------------------------------------------------------------- | ------------------------------------------------------------------------- | --------------------- |
| 2018                                                                               | Recordon Chou Nanairo Oomori (レコー丼～超七色大盛り～) - Formato(s): LP1 | 46                    |
| *1Relançamento dos sete álbuns de estúdio em formato de vinil. Contendo 14 discos. |                                                                           |                       |

## Singles
| Ano | Título                                                                           | Melhor posição | Melhor posição         | Certificações                       | Certificações                                                                        | Certificações | Certificações                                                                               | Álbum |
| Ano | Título                                                                           | Oricon         | Japan Hot 100          | Físico                              | Download Digital                                                                     | Download Digital | Download Digital                                                                            | Álbum |
| Ano | Título                                                                           | Oricon         | Japan Hot 100          | RIAJ                                | Chaku Uta (R)                                                                        | Chaku Uta Full(R) | PC / Single Track                                                                           | Álbum |
| --- | -------------------------------------------------------------------------------- | -------------- | ---------------------- | ----------------------------------- | ------------------------------------------------------------------------------------ | --- | ------------------------------------------------------------------------------------------- | --- |
| 2006 | "Sakura"                                                                         | 17             | 41 1                   | Ouro (Maio/2011)                    | 2× Platina (Maio/2011)                                                               | 2× Platina (Fevereiro/2012) Platina (Março/2008) Ouro (Janeiro/2007) | Ouro (Fevereiro/2011)                                                                       | Sakura Saku Machi Monogatari 桜咲く街物語                                                                                       |
| 2006 | "Hanabi"                                                                         | 5              | Lançadas antes do Rank | Ouro (Outubro/2011)                 | ——                                                                                   | Ouro (Junho/2007) | ——                                                                                          | Sakura Saku Machi Monogatari 桜咲く街物語                                                                                       |
| 2006 | "Koisuru Otome" (コイスルオトメ)                                                 | 15             | Lançadas antes do Rank | ——                                  | Ouro (Setembro/2008)                                                                 | —— | ——                                                                                          | Sakura Saku Machi Monogatari 桜咲く街物語                                                                                       |
| 2006 | "Ryusei Miracle" (流星ミラクル)                                                  | 22             | Lançadas antes do Rank | ——                                  | ——                                                                                   | —— | ——                                                                                          | Sakura Saku Machi Monogatari 桜咲く街物語                                                                                       |
| 2007 | "Uruwashiki Hito / Seishun no Tobira" (うるわしきひと / 青春のとびら)            | 17             | Lançadas antes do Rank | ——                                  | ——                                                                                   | Uruwashiki Hito Ouro(Fevereiro/2009) | ——                                                                                          | Sakura Saku Machi Monogatari 桜咲く街物語                                                                                       |
| 2007 | "Natsuzora Graffiti / Seishun Line" (夏空グラフィティ / 青春ライン)              | 10             | Lançadas antes do Rank | ——                                  | ——                                                                                   | Seishun Line Ouro(Agosto/2010) | Natsuzora Graffiti Ouro(Janeiro/2014)                                                       | Life Album ライフ アルバム |
| 2007 | "Akaneiro no Yakusoku" (茜色の約束)                                              | 7              | Lançadas antes do Rank | ——                                  | ——                                                                                   | Platina(Fevereiro/2008) Ouro(Outubro/2007) | ——                                                                                          | Life Album ライフ アルバム |
| 2008 | "Hana wa Sakura Kimi wa Utsukushi" (花は桜 君は美し)                             | 7              | 4                      | ——                                  | ——                                                                                   | Platina(Março/2008) Ouro(Fevereiro/2008) | ——                                                                                          | Life Album ライフ アルバム |
| 2008 | "Kaeritakunatta yo" (帰りたくなったよ)                                           | 7              | 6                      | Ouro(Maio/2010)                     | 2× Platina(Agosto/2009)                                                              | 2× Platina(Dezembro/2009) Platina(Maio/2008) Ouro(Abril/2008) | ——                                                                                          | My Song Your Song |
| 2008 | "Blue Bird" (ブルーバード)                                                       | 3              | 4                      | Ouro(Julho/2008)                    | 2× Platina(Julho/2014)                                                               | 2× Platina(Fevereiro-2010) Platina(Agosto/2008) Ouro(Julho/2008) | 3× Platina(Setembro/2015) Ouro(Dezembro/2013)                                               | My Song Your Song |
| 2008 | "Planetarium" (プラネタリウム)                                                   | 5              | 3                      | ——                                  | ——                                                                                   | Ouro(Fevereiro/2009) | ——                                                                                          | My Song Your Song |
| 2008 | "Kimagure Romantic" (気まぐれロマンティック)                                     | 4              | 2                      | ——                                  | ——                                                                                   | Platina(Março/2009) Ouro(Dezembro/2008) | 2× Platina(Julho/2014)                                                                      | My Song Your Song |
| 2009 | "Futari" (ふたり)                                                                | 7              | 6                      | Ouro (Novembro/2009)                | ——                                                                                   | Platina(Março/2012) Ouro(Maio/2009) | ——                                                                                          | Hajimari no Uta ハジマリノウタ                                                                                                  |
| 2009 | "Hotaru no Hikari" (ホタルノヒカリ)                                              | 5              | 5                      | ——                                  | ——                                                                                   | Ouro(Agosto/2009) | Platina(Janeiro/2014)                                                                       | Hajimari no Uta ハジマリノウタ                                                                                                  |
| 2009 | "Yell/Joyful" (YELL/じょいふる)                                                  | 2              | YELL 1 Joyful 19       | Ouro(Outubro/2009)                  | YELL 2× Platina(Abril/2010) Joyful 3× Platina(Janeiro/2011) 2× Platina(Janeiro/2010) | YELL 3× Platina(Junho/2011) 2× Platina(Março/2010) Platina(Novembro/2009) Ouro(Outubro/2009) Joyful 2× Platina(Novembro/2010) Platina(Fevereiro-2010) Ouro(Outubro/2009) | YELL Diamante(Maio/2014) Ouro(Abril/2011) Joyful 3× Platina(Novembro/2014) Ouro(Março/2013) | Hajimari no Uta ハジマリノウタ                                                                                                  |
| 2009 | "Nakumonka" (なくもんか)                                                         | 6              | 3                      | ——                                  | ——                                                                                   | Ouro(Outubro/2010) | ——                                                                                          | Hajimari no Uta ハジマリノウタ                                                                                                  |
| 2010 | "Nostalgia" (ノスタルジア)                                                       | 3              | 4                      | ——                                  | ——                                                                                   | Ouro(Outubro/2010) | ——                                                                                          | Ikimonobakari - Member's Best Selection\|Ikimonobakari Member's Best Selection いきもの ばかり ～メンバーズ BEST セレクション～ |
| 2010 | "Arigatou" (ありがとう)                                                          | 2              | 1                      | Platina(Julho/2012) Ouro(Maio/2010) | 3× Platina(Janeiro-2011) 2× Platina(Novembro-2010)                                   | Diamante(Dezembro/2012) 3× Platina(Fevereiro/2011) 2× Platina(Dezembro/2010) Platina(Agosto/2010) Ouro(Maio/2010)                                                        | Ouro(Janeiro-2011)                                                                          | Ikimonobakari - Member's Best Selection\|Ikimonobakari Member's Best Selection いきもの ばかり ～メンバーズ BEST セレクション～ |
| 2010 | "Kimi ga Iru" (キミがいる)                                                       | 4              | 2                      | Ouro(Agosto/2010)                   | ——                                                                                   | Ouro(Setembro/2010) | Platina(Abril/2014)                                                                         | Ikimonobakari - Member's Best Selection\|Ikimonobakari Member's Best Selection いきもの ばかり ～メンバーズ BEST セレクション～ |
| 2011 | "Warattetainda/New World Music" (笑ってたいんだ／NEW WORLD MUSIC)                | 5              | 3                      | ——                                  | ——                                                                                   | Warattetainda Ouro(Outubro/2011) | ——                                                                                          | Newtral |
| 2011 | "Aruite Ikou" (歩いていこう)                                                     | 9              | 4                      | Ouro(Janeiro/2012)                  | ——                                                                                   | Platina(Janeiro/2012) Ouro(Novembro/2011) | 2× Platina(Janeiro/2014) Ouro(Fevereiro/2013)                                               | Newtral |
| 2012 | "Itsudatte Bokura Wa" (いつだって僕らは)                                         | 4              | 2                      | ——                                  | ——                                                                                   | —— | Ouro(Janeiro/2014)                                                                          | Newtral |
| 2012 | "Haru Uta" (ハルウタ)                                                            | 4              | 3                      | Ouro(Julho/2013)                    | ——                                                                                   | Ouro(Junho/2012) | Platina(Abril/2015)                                                                         | Balladon バラー丼 I |
| 2012 | Kaze ga Fuiteiru (風が吹いている)                                                | 3              | 4                      | Ouro(Agosto/2012)                   | ——                                                                                   | —— | Platina(Janeiro/2014) Ouro(Dezembro/2012)                                                   | Balladon バラー丼 I |
| 2013 | "1 2 3 ~Koi ga Hajimaru~" (1 2 3 ~恋がはじまる~)                                 | 9              | 5                      | ——                                  | ——                                                                                   | —— | Ouro(Janeiro/2014)                                                                          | Balladon バラー丼 I |
| 2013 | "Egao" (笑顔)                                                                    | 5              | 4                      | Ouro(Agosto/2013)                   | ——                                                                                   | —— | Ouro(Janeiro/2014)                                                                          | Balladon バラー丼 I |
| 2014 | "Love Song wa Tomaranai yo" (ラブソングはとまらないよ)                           | 6              | 3                      | ——                                  | ——                                                                                   | —— | Ouro(Agosto/2014)                                                                           | Fun! Fun! Fanfare!\|Fun! Fun! Fanfare!                                                                                          |
| 2014 | "Netsujo no Spectrum / Namida ga Kieru Nara" (熱情のスペクトラム/涙がきえるなら) | 10             | NNS 6 NKN 46           | ——                                  | ——                                                                                   | —— | Netsujou no Spectrum Ouro(Novembro/2014)                                                    | Fun! Fun! Fanfare!\|Fun! Fun! Fanfare!                                                                                          |
| 2014 | "Golden Girl"                                                                    | 13             | 8                      | ——                                  | ——                                                                                   | —— | ——                                                                                          | Fun! Fun! Fanfare!\|Fun! Fun! Fanfare!                                                                                          |
| 2015 | "Anata" (あなた)                                                                 | 10             | 3                      | ——                                  | ——                                                                                   | —— | Ouro(Outubro/2015)                                                                          | Chou Ikimonobakari Tennen Kinen Members Best Selection\|Chou Ikimonobakari 超いきものばかり                                     |
| 2015 | "Love to Peace/Mudai Tookue" (ラブとピース！／夢題〜遠くへ〜)                    | 8              | LTP 6                  | ——                                  | ——                                                                                   | —— | ——                                                                                          | Chou Ikimonobakari Tennen Kinen Members Best Selection\|Chou Ikimonobakari 超いきものばかり                                     |
| 2016 | "Last Scene/Bokurano Yume" (ラストシーン/ぼくらのゆめ)                           | 20             | LSC 17                 | ——                                  | ——                                                                                   | —— | ——                                                                                          | Chou Ikimonobakari Tennen Kinen Members Best Selection\|Chou Ikimonobakari 超いきものばかり                                     |
| 2016 | "Last Scene/Bokurano Yume" (ラストシーン/ぼくらのゆめ)                           | 20             | LSC 17                 | ——                                  | ——                                                                                   | —— | ——                                                                                          | Não lançada em álbuns. 2 |
| 2021 | Baku                                                                             | ——             | ——                     | ——                                  | ——                                                                                   | —— | ——                                                                                          | Who? |
| "——" Denota um título que não consta no rank ou não recebeu uma certificação nesse território.                                                                  |                                                                                  |                |                        |                                     |                                                                                      | |                                                                                             | |
| *1"Sakura" foi único single lançado antes da criação do rank Japan Hot 100 em 2008 *2"Last Scene" não lançada em álbuns antes da parada das atividades em 2017. |                                                                                  |                |                        |                                     |                                                                                      | |                                                                                             | |

### Singles digital
| Ano                                                                                            | Título                                                                                         | Lançamento             | Posição            | Informações | Álbum                                                             | Ref.          |
| ---------------------------------------------------------------------------------------------- | ---------------------------------------------------------------------------------------------- | ---------------------- | ------------------ | --- | ----------------------------------------------------------------- | ------------- |
| 2012                                                                                           | "Kaze ga Fuiteiru -guitar instrumental version-" (風が吹いている-guitar instrumental version-) | 29 de agosto de 2012   | ——                 | Lançado exclusivamente online após a época do single físico.                                                    | Não lançada em álbuns.                                            | ——            |
| 2014                                                                                           | "Niji" (虹)                                                                                    | 1 de janeiro de 2014   | JAPAN HOT 100 # 47 | Lançado antecipado pelos serviços de música de celular.                                                         | Fun! Fun! Fanfare!                                                | ——            |
| 2014                                                                                           | "Mirai Yosouzu II" (未来予想図II)                                                              | 5 de março de 2014     | JAPAN HOT 100 # 34 | Lançado pelo iTunes Japão para promover o álbum tributo da banda Dreams Come True.                              | Watashi to Drecom -DREAMS COME TRUE 25th ANNIVERSARY BEST COVERS- | ——            |
| 2019                                                                                           | We Do                                                                                          | 1 de janeiro de 2019   | JAPAN HOT 100 # 19 | Primeiro single lançado após a volta das atividades em novembro de 2018.                                        | We Do                                                             | [ 10 ] [ 11 ] |
| 2019                                                                                           | "Taiyou" (太陽)                                                                                | 15 de março de 2019    | ——                 | Música divulgada durante volta das atividades do grupo e lançada digitalmente no aniversário do debut em março. | We Do                                                             | [ 12 ]        |
| 2019                                                                                           | Sing!                                                                                          | 1 de abril de 2019     | JAPAN HOT 100 # 34 | Lançamento digital tema de programa japonês.                                                                    | We Do                                                             | [ 13 ] [ 14 ] |
| 2019                                                                                           | "Identity" (アイデンティティ)                                                                  | 12 de abril de 2019    | JAPAN HOT 100 # 95 | Lançamento digital tema de produto da marca Yakult.                                                             | We Do                                                             | [ 15 ] [ 16 ] |
| 2019                                                                                           | Star Light Journey                                                                             | 2 de novembro de 2019  | ——                 | Lançamento digital tema de reality japonês.                                                                     | We Do                                                             | [ 17 ]        |
| 2019                                                                                           | "Sayonara Seishun" (さよなら⻘春)                                                              | 12 de dezembro de 2019 | ——                 | Lançamento digital tema de reality japonês.                                                                     | We Do                                                             | [ 18 ]        |
| 2020                                                                                           | "Ikiru" (生きる)                                                                               | 20 de março de 2020    | JAPAN HOT 100 #24  | —— | Who?                                                              | [ 19 ]        |
| 2020                                                                                           | "Kirakira ni Hikaru" (きらきらにひかる)                                                        | 31 de agosto de 2020   | JAPAN HOT 100 #64  | —— | Who?                                                              | [ 20 ]        |
| "——" Denota um título que não consta no rank ou não recebeu uma certificação nesse território. |                                                                                                |                        |                    | |                                                                   |               |

### Lados B
| Ano  | Título                       | Single                              |
| ---- | ---------------------------- | ----------------------------------- |
| 2006 | Hot Milk                     | Sakura                              |
| 2006 | Sotsugyō Shashin             | Sakura                              |
| 2006 | Amai Nigai Jikan             | Hanabi                              |
| 2006 | Momen no Handkerchief        | Hanabi                              |
| 2006 | Nirinka                      | Koisuru Otome                       |
| 2006 | Get Crazy! -Aki Mix Version- | Koisuru Otome                       |
| 2006 | Yuki Yamanu Yoru Futari      | Ryūsei Miracle                      |
| 2006 | Kaze ni Fukarete             | Ryūsei Miracle                      |
| 2007 | Haru Ichiban                 | Uruwashiki Hito / Seishun no Tobira |
| 2007 | Aoi Fune                     | Natsuzora Graffiti / Seishun Line   |
| 2007 | Kokoro Hitotsu Aru ga Mama   | Akaneiro no Yakusoku                |
| 2007 | Tsukiyo Koi Kaze             | Akaneiro no Yakusoku                |
| 2008 | Saigo no Hōkago              | Hana wa Sakura Kimi wa Utsukushi    |
| 2008 | Nokori Kaze                  | Kaeritakunatta yo                   |
| 2008 | Natsuiro Wakusei             | Blue Bird                           |
| 2008 | Happy Smile Again            | Planetarium                         |
| 2008 | Kaeritakunatta yo(Live Ver.) | Planetarium                         |
| 2008 | Message                      | Kimagure Romantic                   |

| Ano  | Título                             | Single                    |
| ---- | ---------------------------------- | ------------------------- |
| 2009 | Blue Bird(Live)                    | Futari                    |
| 2009 | Kokoro no Hana wo Sakaseyou(Live)  | Futari                    |
| 2009 | Omoide no Sukima                   | Hotaru no Hikari          |
| 2009 | Orion                              | Nakumonka                 |
| 2010 | Toki wo Kakeru Shoujo              | Nostalgia                 |
| 2010 | YELL -Gasshou Tsuki-               | Nostalgia                 |
| 2011 | My rain                            | Aruite Ikou               |
| 2012 | Akai Kasa                          | Itsu Datte Bokura Wa      |
| 2013 | Ashita no Sora                     | 1 2 3 ~Koi ga Hajimaru~   |
| 2013 | Hontou no Hibi                     | Egao                      |
| 2014 | Niji                               | Love Song wa Tomaranai yo |
| 2014 | Mirai Yosouzu II                   | Golden Girl               |
| 2015 | Kirari -2015 LIVE ver.-            | Anata                     |
| 2015 | My Stage -2015 LIVE ver.-          | Anata                     |
| 2021 | Blue Bird (2021 Remastered)        | Baku                      |
| 2021 | Hotaru no Hikari (2021 Remastered) | Baku                      |
| 2021 | Blue Bird (Slushii Remix)          | Baku                      |

## Aparições

### Outras canções
| - Músicas promocionais dos álbuns. - Músicas que estão nos ranks. - Músicas que ganharam certificados pelas vendas digitais. | - Músicas inéditas e raras. - Colaborações com outros artistas. |

| Ano                                                                                            | Música                                                 | Album                                                    | Posição            | Certificações RIAJ  | Informações                                                            | Ref.                 |
| ---------------------------------------------------------------------------------------------- | ------------------------------------------------------ | -------------------------------------------------------- | ------------------ | ------------------- | ---------------------------------------------------------------------- | -------------------- |
| 2006                                                                                           | "Futari no Ai Land"                                    | Não lançada em álbuns.                                   | ——                 | ——                  | Música lançada online na época, sua distribuição foi terminada.        | ——                   |
| 2008                                                                                           | "Kokoro no Hana wo Sakaseyou"                          | My Song Your Song                                        | RIAJ # 64          | Ouro (Maio/2015)    | Música promocional do terceiro álbum.                                  | ——                   |
| 2009                                                                                           | "Classic"                                              | JUDY AND MARY 15th Anniversary Tribute Album             | JAPAN HOT 100 # 27 | ——                  | Cover da banda Judy and Mary presente em álbum tributo.                | ——                   |
| 2012                                                                                           | "KISS KISS BANG BANG"                                  | NEWTRAL                                                  | JAPAN HOT 100 #9   | Ouro (Janeiro/2014) | Música promocional para o quinto álbum com clipe, apresentações na tv. | ——                   |
| 2014                                                                                           | "Kirari"                                               | Fun! Fun! Fanfare!                                       | JAPAN HOT 100 # 24 | ——                  | Música promocional do sétimo álbum e tema de filme.                    | [ 21 ]               |
| 2016                                                                                           | "Ikou"                                                 | Chou Ikimonobakari - Tennen Kinen Members Best Selection | JAPAN HOT 100 # 32 | ——                  | Música promocional da terceira coletânea e utilizado em comercial.     | [ 22 ]               |
| 2016                                                                                           | "Sweet! Sweet! Music!"                                 | Chou Ikimonobakari - Tennen Kinen Members Best Selection | JAPAN HOT 100 # 48 | ——                  | Música promocional da terceira coletânea e tema de dorama.             | [ 23 ]               |
| 2017                                                                                           | "Irotoridori" (Yuzu com participação de Ikimono-gakari | Yuzu Iroha 1997-2017                                     | JAPAN HOT 100 # 46 | ——                  | Colaboração promocional para coletânea da banda "Yuzu".                | [ 24 ] [ 25 ] [ 26 ] |
| "——" Denota um título que não consta no rank ou não recebeu uma certificação nesse território. |                                                        |                                                          |                    |                     |                                                                        |                      |

### Outros álbuns
| Ano  | Nº | Música                         | Album                                                               | Informações | Ref.   |
| ---- | -- | ------------------------------ | ------------------------------------------------------------------- | --- | ------ |
| 2006 | 10 | "GET CRAZY!"                   | 14Princess -Princess Princess Children-                             | Álbum tributo ao grupo Feminino Japonês Princess Princess.                                                                                   | [ 27 ] |
| 2006 | 7  | "Nirinka -Cherry Pie version-" | Cherry Pie Original Soundtrack                                      | Trilha sonora do filme Japonês "Cherry Pie".                                                                                                 | [ 28 ] |
| 2006 | 11 | "HANABI"                       | Bleach The Best                                                     | Trilha sonora do anime Japonês "Bleach". | [ 29 ] |
| 2007 | 25 | "Ryūsei Miracle"               | Tenpo Ibun Ayakashi Ayashi OST                                      | Trilha sonora do anime Japonês "Ayakashi Ayashi".                                                                                            | [ 30 ] |
| 2008 | 5  | "Koisuru Otome"                | Koi no Uta                                                          | Album coletânea de músicas de amor. | [ 31 ] |
| 2008 | 5  | "Yuki Yamanu Yoru Futari"      | Wonderful Tunes -Love Winter-                                       | Album coletânea de músicas de inverno. | [ 32 ] |
| 2009 | 1  | "Classic"                      | JUDY AND MARY 15th Anniversary Tribute Album                        | Álbum tributo comemorando os 15 anos da banda JUDY AND MARY.                                                                                 | [ 33 ] |
| 2009 | 1  | "Sotsugyō Shashin"             | Shout at Yuming Rocks                                               | Coletânea com músicas cover de Yuming (Yumi Matsutoya).                                                                                      | [ 34 ] |
| 2009 | 17 | "SAKURA"                       | J-Popper Densetsu 2                                                 | Compilação total de CD MIX 2009. | [ 35 ] |
| 2010 | 3  | "Kokoro no Hana wo Sakaseyou"  | Kimi no Mikata                                                      | Coletânea para apoiar feliz amanhã!. | [ 36 ] |
| 2010 | 13 | "Akaneiro no Yakusoku"         | J-Popper Densetsu 3                                                 | Compilação total de CD MIX grande de três álbuns.                                                                                            | [ 37 ] |
| 2010 | 1  | "Blue Bird"                    | Best Hit NARUTO                                                     | Quarta coletânea da trilha sonora do anime Naruto: Shippuden.                                                                                | [ 38 ] |
| 2010 | 8  | "Hotaru no Hikari"             | Best Hit NARUTO                                                     | Quarta coletânea da trilha sonora do anime Naruto: Shippuden.                                                                                | [ 38 ] |
| 2010 | 19 | "YELL"                         | Believe IV                                                          | Coletânea para músicas de formatura, utilizando principalmente de canções utilizadas nas competições de coros escolares realizados pela NHK. | [ 39 ] |
| 2010 | 17 | "Arigatou"                     | Believe IV                                                          | Coletânea para músicas de formatura, utilizando principalmente de canções utilizadas nas competições de coros escolares realizados pela NHK. | [ 39 ] |
| 2012 | 6  | "Kaze to Mirai"                | SHIFT IV NISSAN CM TRACKS                                           | Coletânea de trilha dos comerciais da Nissan no Japão.                                                                                       | [ 40 ] |
| 2012 | 2  | "Joyful"                       | Platinum Disc - DJ Ichiro Yatsui                                    | Coletânea mixada de hits J-POP e J-rock feitas pelo DJ Ichiro Yatsui.                                                                        | [ 41 ] |
| 2013 | 39 | "Joyful"                       | A GIRL 2 mixed by DJ Kazu                                           | Coletânea de hits do J-POP atual reunidos e mixado por DJ Kazu.                                                                              | [ 42 ] |
| 2013 | 7  | "Akaneiro no Yakusoku"         | Taisetsu na Hito to Kikitai 15 no Love Song                         | Album coletânea de músicas de amor. | [ 43 ] |
| 2014 | 2  | "Mirai Yosouzu II"             | Watashi to Drecom - Dreams Come True 25th Anniversary Best Covers - | Álbum comemorativo dos 25.º aniversário da banda Dreams Come True.                                                                           | [ 44 ] |
| 2014 | 2  | "SAKURA"                       | "Shimada Jirushi" - Shimada Masanori Works Hit Collection -         | Coletânea traz faixas dos principais artistas do Japão com a produção e arranjos de Masanori Shimada.                                        | [ 45 ] |
| 2014 | 12 | "Kaeritaku Natta yo"           | "Shimada Jirushi" - Shimada Masanori Works Hit Collection -         | Coletânea traz faixas dos principais artistas do Japão com a produção e arranjos de Masanori Shimada.                                        | [ 45 ] |
| 2017 | 16 | "Haru Uta"                     | Theatrical Anime Detective Conan Shudaika Shu - "20" All Songs -    | Álbum das músicas-tema de todos os 20 filmes da animação Detective Conan.                                                                    | [ 46 ] |

### Regravações (por outros artistas)
| Ano  | Lançamento      | Nº | Música                                         | Artista                 | Disco                              | Ref.   |
| ---- | --------------- | -- | ---------------------------------------------- | ----------------------- | ---------------------------------- | ------ |
| 2009 | 20 de maio      | 6  | "Kaeritakunatta yo" (Guitar version)           | Marty Friedman          | Tokyo Jukebox                      | [ 47 ] |
| 2010 | 22 de setembro  | 1  | "Arigatou" (Piano version)                     | Nao Matsushita          | Scene25 - Best of Nao Matsushita   | [ 48 ] |
| 2010 | 15 de dezembro  | 9  | "Hanabi"                                       | Park Ro-Mi              | Blecon - Bleach Concept Cover      | [ 49 ] |
| 2011 | 6 de abril      | 5  | "Sakura"                                       | ATELIER BOSSA-CONSCIOUS | Sakura Bossa                       | [ 50 ] |
| 2011 | 20 de julho     | 5  | "Sakura" (English version)                     | Che'Nelle               | Luv Songs                          | [ 51 ] |
| 2011 | 10 de agosto    | 4  | "Arigatou"                                     | COLORFUL                | Colorful Love Songs                | [ 52 ] |
| 2011 | 2 de novembro   | 9  | "Arigatou"                                     | Yoshimi Iwasaki         | Shikisai no Syujinkou              | [ 53 ] |
| 2012 | 8 de agosto     | 8  | "Kaeritakunatta yo"                            | Ryuichi Kawamura        | The Voice 2                        | [ 54 ] |
| 2013 | 27 de fevereiro | 6  | "Joyful"                                       | D-Lite (from BIGBANG)   | D'scover                           | [ 55 ] |
| 2013 | 10 de abril     | 9  | "Joyful"                                       | Various Artist          | Vocalo Covers                      | [ 56 ] |
| 2013 | 5 de junho      | 1  | "Arigatou"                                     | Chris Hart              | Heart Song                         | [ 57 ] |
| 2013 | 1 de julho      | 3  | "Blue Bird" (English Version)                  | Kylee                   | Crazy for You – Single             | [ 58 ] |
| 2013 | 28 de setembro  | 9  | "Akaneiro no Yakusoku"                         | Matt Cab                | ONGAKU                             | [ 59 ] |
| 2013 | 27 de novembro  | 13 | "Arigatou"                                     | Diana Garnet            | COVER GIRL                         | [ 60 ] |
| 2013 | 25 de dezembro  | 3  | "Kaeritakunatta yo"                            | Ledapple                | Greatest World (Limited Edition B) | [ 61 ] |
| 2014 | 25 de junho     | 10 | "YELL"                                         | Chris Hart              | Heart Song 2                       | [ 62 ] |
| 2015 | 25 de fevereiro | 17 | "Blue Bird" Feat. Diana Garnet                 | Flow                    | FLOW Anime Best Kiwami             | [ 63 ] |
| 2015 | 25 de fevereiro | 1  | "Koi Uta"                                      | Rei Yasuda              | Koiuta - Single                    | [ 64 ] |
| 2015 | 25 de março     | 1  | "Sakura"                                       | Ailee                   | SAKURA - Single                    | [ 65 ] |
| 2016 | 22 de junho     | 4  | "Love Song Wa Tomaranaiyo"                     | Matt Cab                | ONGAKU 2                           | [ 66 ] |
| 2017 | 10 de maio      | 3  | "Blue Bird"                                    | Tomohisa Sako           | ‎Floria                             | [ 67 ] |
| 2019 | 27 de fevereiro | 2  | "Kaeritakunatta yo"                            | Masayuki Suzuki         | ‎Love Dramatic feat. Rikka Ihara    | [ 68 ] |
| 2019 | 12 de dezembro  | 3  | "SAYONARA SEISHUN (PRODUCE 101 JAPAN Version)" | PRODUCE 101 JAPAN       | PRODUCE 101 JAPAN : FINAL - Single | [ 69 ] |
| 2020 | 21 de outubro   | 4  | "Kaze ga Fuiteiru"                             | Marty Friedman          | ‎Toyo Junkebox 3                    | [ 70 ] |

## Videografia

### Álbuns de vídeo
| 2009                                                                     | Tottemo eezou (とってもええぞう) - Formato(s): DVD | 2                   | —— |
| 2011                                                                     | Ikimonogakari no Minasan, Konnitour!! 2010 - Nandemo Arena!!! (いきものがかりの みなさん、こんにつあー!! 2010 ～なんでもアリーナ!!!～) - Formato(s): DVD, Blu-ray                           | 2                   | —— |
| 2011                                                                     | Ikimono Matsuri 2011 Donata Summer mo Tanoshimima Show!!! ~Yokohama Stadium~ (いきものまつり2011 どなたサマーも楽しみまSHOW!!!〜横浜スタジアム〜) - Formato(s): DVD, Blu-ray                | 5 (DVD) 4 (Blu-ray) | —— |
| 2013                                                                     | Ikimonogakari no Minasan, Konnitour!! 2012 ~Newtral~ (いきものがかりの みなさん、こんにつあー!! 2012 ~NEWTRAL~) - Formato(s): DVD, Blu-ray, (Bonus Ed. Limitada CD)                         | 10 (DVD) 6(Blu-ray) | —— |
| 2013                                                                     | Kaette Kita Tottemo Eezou (帰ってきたとってもええぞう)1 - Formato(s): Blu-ray | 9                   | —— |
| 2013                                                                     | Tottemo eezou 2 (とってもええぞう2) - Formato(s): DVD, Blu-ray | 6 (DVD) 7 (Blu-ray) | —— |
| 2014                                                                     | Ikimonogakari no Minasan, Konnitour!! 2013 ~I~ (いきものがかりの みなさん、こんにつあー!! 2013 ～ I ～) - Formato(s): DVD, Blu-ray, (Bonus Ed. Limitada CD)                                 | 7 (DVD) 8(Blu-ray)  | —— |
| 2015                                                                     | Ikimonogakari no Minasan, Konnitour !! 2015 -Fun! Fun! Fanfare! (いきものがかりの みなさん、こんにつあー!! 2015 ～FUN! FUN! FANFARE!～) - Formato(s): DVD, Blu-ray, (Bonus Ed. Limitada CD) | 1 (DVD) 4(Blu-ray)  | —— |
| 2016                                                                     | Chou Ikimono Matsuri 2016 Jimoto de Show!! -Ebina Desho!!!- (超いきものまつり2016 地元でSHOW!!～海老名でしょー!!!～) - Formato(s): DVD, Blu-ray, (Bonus Ed. Limitada CD)                    | 8 (DVD) 11(Blu-ray) | —— |
| 2016                                                                     | Chou Ikimono Matsuri 2016 Jimoto de Show!! -Atsugi Desho!!!- (超いきものまつり2016 地元でSHOW!!～厚木でしょー!!!～) - Formato(s): DVD, Blu-ray, (Bonus Ed. Limitada CD)                     | 7 (DVD) 9(Blu-ray)  | —— |
| "——" Denota um título que não recebeu uma certificação nesse território. | |                     |    |
| * 1 Relançamento do disco Tottemo eezou (とってもええぞう) em Blu-ray    | |                     |    |

### Vídeos musicais
| Ano  | Título                                        | Diretor                             | Ref.   |
| ---- | --------------------------------------------- | ----------------------------------- | ------ |
| 2006 | "SAKURA"                                      | Tetsuo Takeuchi                     | [ 71 ] |
| 2006 | "HANABI"                                      | Hiroshi Usui                        | [ 72 ] |
| 2006 | "Koisuru Otome"                               | Shuichi Banba                       | [ 73 ] |
| 2006 | "Ryūsei Miracle"                              | Noboru Koi Takimoto                 | [ 74 ] |
| 2007 | "Uruwashiki Hito"                             | Shuichi Banba                       | [ 75 ] |
| 2007 | "Seishun no Tobira ~[Monster House] Version~" | Masako Hirota & Noboru Koi Takimoto | [ 76 ] |
| 2007 | "SAKURA -2007 version-"                       | Makoto Sayama                       | [ 77 ] |
| 2007 | "Natsuzora Graffiti"                          | Takahiro Miki                       | [ 78 ] |
| 2007 | "Seishun Line"                                | You Ohashi                          | [ 79 ] |
| 2007 | "Akaneiro no Yakusoku"                        | Kyouko Hunakoshi                    | [ 80 ] |
| 2008 | "Hana wa Sakura Kimi wa Utsukushi"            | Takahiro Miki                       | [ 81 ] |
| 2008 | "Kaeritakunatta yo"                           | Takahiro Miki                       | [ 82 ] |
| 2008 | "Blue Bird"                                   | Hideo Kawatani                      | [ 83 ] |
| 2008 | "Planetarium"                                 | Takahiro Miki                       | [ 84 ] |
| 2008 | "Kimagure Romantic"                           | Hideo Kawatani                      | [ 85 ] |
| 2009 | "Futari"                                      | Hideo Kawatani                      | [ 86 ] |
| 2009 | "Hotaru no Hikari"                            | You Ohashi                          | [ 87 ] |
| 2009 | "YELL"                                        | Takahiro Miki                       | [ 88 ] |
| 2009 | "Joyful"                                      | Smith                               | [ 89 ] |
| 2009 | "Nakumonka"                                   | Nobuo Mizuta                        | [ 90 ] |
| 2010 | "Nostalgia"                                   | Takahiro Miki                       | [ 91 ] |
| 2010 | "Arigatou"                                    | Tetsuo Takeuchi                     | [ 92 ] |
| 2010 | "Kimi ga Iru"                                 | Taiju Ueda e Takahiro Miki          | [ 93 ] |
| 2010 | "Kaze to Mirai"                               | Takahiro Miki                       | [ 94 ] |

| Ano  | Título                      | Diretor                      | Ref.    |
| ---- | --------------------------- | ---------------------------- | ------- |
| 2011 | "Warattetainda"             | Smith                        | [ 95 ]  |
| 2011 | "Aruite Ikou"               | Takahiro Miki                | [ 96 ]  |
| 2012 | "Itsudatte Bokura Wa"       | Takahiro Miki/Taiju Ueda     | [ 97 ]  |
| 2012 | "KISS KISS BANG BANG"       | Hitoshi One + Izubakku       | [ 98 ]  |
| 2012 | "Haru Uta"                  | Smith                        | [ 99 ]  |
| 2012 | "Kaze ga Fuiteiru"          | Takahiro Miki                | [ 100 ] |
| 2013 | "1 2 3 -Koi ga Hajimaru-"   | Smith                        | [ 101 ] |
| 2013 | "Egao"                      | Takahiro Miki                | [ 102 ] |
| 2014 | "Love Song wa Tomaranai yo" | Natsuki Seta e Takahiro Miki | [ 103 ] |
| 2014 | "Netsujo no Spectrum"       | Kensuke Kawamura             | [ 104 ] |
| 2014 | "Golden Girl"               | Kensuke Kawamura             | [ 105 ] |
| 2015 | "Anata"                     | Kensuke Kawamura             | [ 106 ] |
| 2015 | "Love to Peace"             | Takahiro Miki                | [ 107 ] |
| 2016 | "Sweet! Sweet! Music!"      | Smith                        | [ 108 ] |
| 2016 | "Bokurano Yume"             | Kensuke Kawamura             | [ 109 ] |
| 2016 | "Last Scene"                | Masaki Ookita                | [ 110 ] |
| 2019 | "WE DO"                     | Yuichi Kodama                | [ 111 ] |
| 2019 | "Identity (Short Ver.)"     | Hattori Satoshi              | [ 112 ] |
| 2019 | "Sayonara Seishun"          | Haruki Kawanaka              | [ 113 ] |
| 2020 | "Ikiru"                     | Naoto Suzuki                 | [ 114 ] |
| 2020 | "Kirakira ni Hikaru"        | Satomi Inagaki               | [ 115 ] |
| 2021 | "Baku"                      | HARU                         | [ 116 ] |